# Jérémy Doku
Jérémy Baffour Doku (sinh ngày 27 tháng 5 năm 2002) là một cầu thủ bóng đá chuyên nghiệp người Bỉ hiện đang thi đấu ở vị trí tiền vệ cánh cho câu lạc bộ Premier League Manchester City và đội tuyển bóng đá quốc gia Bỉ. Anh nổi tiếng nhờ lối chơi giàu kỹ thuật, tốc độ, khả năng rê bóng và tính sáng tạo trong lối chơi.

## Sự nghiệp câu lạc bộ

### Anderlecht
Doku bắt đầu chơi bóng khi còn trẻ ở Antwerp cho KVC Olympic Deurne và Tubantia Borgerhout, sau đó anh chơi cho Beerschot. Sau đó, anh chuyển đến Anderlecht vào năm 2012 khi mới 10 tuổi. Anh ra mắt chuyên nghiệp với Anderlecht trong trận thua 4–2 tại Belgian First Division A trước Sint-Truiden vào ngày 25 tháng 11 năm 2018, ở tuổi 16. Anh là cầu thủ trẻ thứ bảy ra mắt chuyên nghiệp cho Anderlecht.
Vào ngày 1 tháng 12 năm 2019, anh ghi bàn thắng chuyên nghiệp đầu tiên trong trận đấu với KV Oostende, và bốn ngày sau, anh cũng mở tài khoản của mình ở Belgian Cup gặp Royal Excel Mouscron. Vào ngày 2 tháng 3 năm 2020, Doku ghi hai bàn thắng và có một pha kiến tạo trong chiến thắng 7–0 trước Zulte Waregem.

### Rennes

#### 2020–21: Mùa giải ra mắt
Vào ngày 5 tháng 10 năm 2020, Doku ký hợp đồng với Rennes trong 5 năm, với 26 triệu euro cộng với tiền thưởng, trở thành bản hợp đồng đắt giá nhất trong lịch sử câu lạc bộ. Doku ghi bàn thắng đầu tiên cho câu lạc bộ Pháp vào ngày 20 tháng 3 năm 2021 trước Metz, nhưng sau đó bị đuổi khỏi sân vì phạm lỗi xấu trong cùng một trận đấu. Vào ngày 2 tháng 5 trước Bordeaux, Doku đã thực hiện được 12 pha rê bóng thành công, lập kỷ lục mới ở Ligue 1, kỷ lục trước đó do ngôi sao người Brasil Neymar nắm giữ với 11 lần rê bóng trong trận đấu của PSG với Lyon vào tháng 12 năm 2020. Trong số mười cầu thủ cố gắng rê bóng nhiều nhất trong giải đấu, chỉ có tiền vệ Florian Thauvin của Marseille có tỷ lệ thành công cao hơn Doku. Trong mùa giải đầu tiên khoác áo Rennes, Doku đã thực hiện tổng cộng 110 pha rê bóng, nhiều nhất so với bất kỳ cầu thủ dưới 23 tuổi nào ở 5 giải đấu hàng đầu châu Âu.

#### 2021–22: Những vấn đề chấn thương
Trong mùa giải thứ hai tại Rennes, Doku chỉ ghi được một bàn thắng ở Ligue 1, chỉ được ra sân 14 lần vì nhiều chấn thương. Anh chỉ đá chính 4 trận và thi đấu tổng cộng 469 phút trong suốt mùa giải. Vào ngày 2 tháng 1 năm 2022, Doku ghi bàn mở tỷ số vào lưới AS Nancy ở vòng 4 của giải Coupe de France; tuy nhiên, Rennes đã thua trận với tỷ số 5–4 trên chấm phạt đền, sau khi 120 phút kết thúc với tỷ số 1–1.

#### 2022–23: Trở lại
Trong phần đầu tiên của mùa giải 2022–23, Doku chủ yếu được đưa vào sân thay thế bởi huấn luyện viên Rennes Bruno Génésio, nhưng anh đã trở lại đá chính trong những tháng cuối mùa giải. Sau sự ra đi của Kamaldeen Sulemana trong kỳ chuyển nhượng mùa đông, Doku được trao chiếc áo số 10, trước đó anh đã mặc áo số 11.
Vào ngày 12 tháng 2 năm 2023 trước Toulouse, Doku đã chơi trọn 90 phút lần đầu tiên kể từ ngày 9 tháng 5 năm 2021. Mặc dù Rennes thua trận 3–1, Doku một lần nữa hoàn thành 12 lần rê bóng, trở thành cầu thủ đầu tiên ở 5 giải đấu hàng đầu châu Âu trong mùa giải ghi được 10 lần rê bóng trở lên trong một trận đấu. Doku đã có một pha kiến tạo trong hai lượt trận play-off vòng loại trực tiếp của Europa League gặp Shakhtar Donetsk, nhưng không thể ngăn cản đội của anh bị loại khỏi giải đấu. Vào ngày 15 tháng 4, Doku ghi cú đúp đầu tiên cho Rennes trong chiến thắng 3–0 trên sân nhà trước Reims. Hai bàn thắng vào lưới Reims là bàn thắng đầu tiên của Doku trên sân nhà của Rennes Roazhon Park kể từ khi anh đến câu lạc bộ.
Vào ngày 30 tháng 4, Doku có một cú đúp khác vào lưới Angers, giúp đội của anh giành chiến thắng 4–2 sau khi ghi hai bàn thắng cuối cùng trong hiệp hai, một trong số đó là cú vô lê ngoạn mục trong vòng cấm. Vào ngày 21 tháng 5, anh ghi bàn thắng thứ ba trong chiến thắng 5–0 của Rennes trước AC Ajaccio, một nỗ lực solo tuyệt vời khi anh bắt đầu pha chạy bóng về phía khung thành đối phương từ bên trong phần sân của đội mình. Doku kết thúc mùa giải với sáu bàn thắng ở giải VĐQG, giúp Rennes cán đích ở vị trí thứ 4.

#### 2023–24: Ra đi
Vào ngày 13 tháng 8, Doku ghi một bàn thắng trong chiến thắng 5–1 của Rennes trước Metz trong trận đấu đầu tiên của họ tại Ligue 1. Trong trận mở màn ấn tượng của mùa giải, Doku cũng hoàn thành tất cả 9 pha rê bóng mà anh cố gắng thực hiện và chiến thắng 14 pha tranh chấp tay đôi, nhiều nhất so với bất kỳ cầu thủ nào trên sân.
Doku chơi trận cuối cùng cho Rennes vào ngày 20 tháng 8, khi vào sân thay người trong trận hòa 1–1 trước RC Lens. Ngày hôm sau, 21 tháng 8, có thông tin cho rằng Rennes đã chấp nhận lời đề nghị trị giá 55 triệu bảng (65 triệu euro) từ phía đội bóng Premier League Manchester City để đưa Doku cập bến nhà vô địch Premier League. Theo một số nguồn tin, cả câu lạc bộ và cầu thủ đều từ chối lời đề nghị chính thức từ West Ham United trước khi hoàn tất thỏa thuận với Manchester City.

### Manchester City
Vào ngày 24 tháng 8, Manchester City xác nhận việc ký hợp đồng với Doku, đồng ý hợp đồng 5 năm với cầu thủ này. Anh được trao chiếc áo số 11 cho mùa giải tới.

## Sự nghiệp đội tuyển quốc gia
Doku có trận đấu gia mắt đội tuyển quốc gia Bỉ vào ngày 5 tháng 9 năm 2020 trong trận đấu với Đan Mạch tại UEFA Nations League. Ba ngày sau, anh ghi bàn thắng đầu tiên cho đội tuyển quốc gia Bỉ trong chiến thắng 5–1 trước Iceland.
Tại UEFA Euro 2020, Doku ngồi trên ghế dự bị trong trận đấu với Đan Mạch tại vòng bảng và có tên trong đội hình xuất phát cho trận đấu tiếp theo với Phần Lan. Anh ra sân ngay từ đầu trong trận đấu với Ý tại tứ kết, trận đó, Bỉ thất bại với tỷ số 1–2 chung cuộc.
Tại FIFA World Cup 2022, Doku chỉ xuất hiện ở lượt trận cuối vòng bảng với Croatia. Tuy nhiên, Bỉ sau đó rời giải với vị trí thứ ba bảng F 4 điểm.

## Thống kê sự nghiệp

### Câu lạc bộ
Tính đến 22 tháng 8 năm 2021
| Câu lạc bộ          | Mùa giải            | Giải đấu                         | Giải đấu | Giải đấu | Cúp quốc gia | Cúp quốc gia | Châu lục | Châu lục | Tổng cộng | Tổng cộng |
| Câu lạc bộ          | Mùa giải            | Hạng đấu                         | Trận     | Bàn      | Trận         | Bàn          | Trận     | Bàn      | Trận      | Bàn       |
| ------------------- | ------------------- | -------------------------------- | -------- | -------- | ------------ | ------------ | -------- | -------- | --------- | --------- |
| Anderlecht          | 2018–19             | Giải bóng đá vô địch quốc gia Bỉ | 6        | 0        | 0            | 0            | 0        | 0        | 6         | 0         |
| Anderlecht          | 2019–20             | Giải bóng đá vô địch quốc gia Bỉ | 21       | 3        | 3            | 1            | —        | —        | 24        | 4         |
| Anderlecht          | 2020–21             | Giải bóng đá vô địch quốc gia Bỉ | 7        | 2        | —            | —            | —        | —        | 7         | 2         |
| Anderlecht          | Tổng cộng           | Tổng cộng                        | 34       | 5        | 3            | 1            | 0        | 0        | 37        | 6         |
| Rennes              | 2020–21             | Ligue 1                          | 30       | 2        | 1            | 0            | 6        | 0        | 37        | 2         |
| Rennes              | 2021–22             | Ligue 1                          | 5        | 1        | 0            | 0            | 1        | 0        | 4         | 0         |
| Rennes              | Tổng cộng           | Tổng cộng                        | 33       | 2        | 1            | 0            | 7        | 0        | 41        | 2         |
| Tổng cộng sự nghiệp | Tổng cộng sự nghiệp | Tổng cộng sự nghiệp              | 67       | 7        | 4            | 1            | 7        | 0        | 78        | 8         |

1. ↑  Ra sân tại UEFA Champions League
2. ↑  Ra sân tại UEFA Europa Conference League

### Đội tuyển quốc gia
Tính đến 26 tháng 3 năm 2024
| Đội tuyển | Năm       | Trận      | Bàn |   |
| --------- | --------- | --------- | --- | - |
| Bỉ        | 2020      | 5         | 1   |   |
| Bỉ        | 2021      | 5         | 1   |   |
| Bỉ        | 2022      | 2         | 0   |   |
| Bỉ        | 2023      | 6         | 0   |   |
| Bỉ        | 2024      | 2         | 0   |   |
| Bỉ        | Tổng cộng | Tổng cộng | 20  | 2 |

#### Bàn thắng quốc tế
| # | Ngày                | Địa điểm                                    | Đối thủ | Bàn thắng | Kết quả | Giải đấu                                     | Ref.   |
| - | ------------------- | ------------------------------------------- | ------- | --------- | ------- | -------------------------------------------- | ------ |
| 1 | 8 tháng 9 năm 2020  | Sân vận động Nhà vua Baudouin, Brussels, Bỉ | Iceland | 5–1       | 5–1     | UEFA Nations League 2020–21 Hạng A           | [ 33 ] |
| 2 | 30 tháng 3 năm 2021 | Den Dreef, Leuven, Bỉ                       | Belarus | 4–0       | 8–0     | Vòng loại giải vô địch bóng đá thế giới 2022 | [ 34 ] |

## Danh hiệu
Manchester City
- Premier League: 2023–24
- FA Community Shield: 2024
- FIFA Club World Cup: 2023[35]